# Большой Харбей
Большой Харбей — река в Приуральском районе Ямало-Ненецкого АО России, правая составляющая Харбея.

## Происхождение названия
Гидроним «Харбей» ненецкого происхождения. «харбе» (от харв) — лиственница, «э» — увеличительный суффикс. Огромная лиственница или река большущей лиственницы.

## Описание

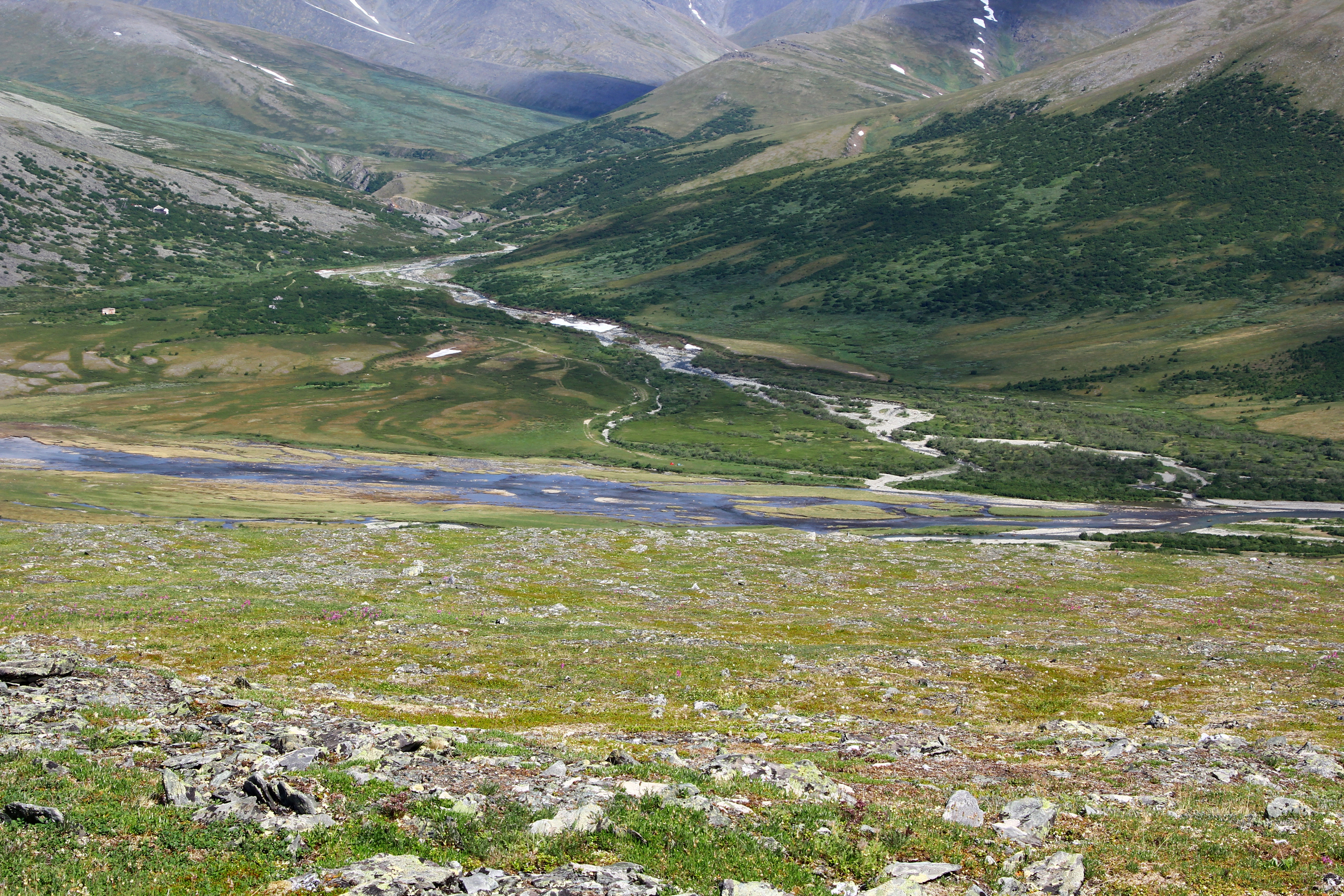
Местность, где в Большой Харбей впадает ручей Молибденитовый

Река Большой Харбей — правая составляющая реки Харбей. Длина реки — 40 км. Направление течения юго-восточное. Устье на 59 км по правому берегу реки Харбей.
Крупный приток Большого Харбея — река Бадьяёган.

## Посёлок Харбей и обогатительная фабрика
В бассейне реки в верхнем течении на берегу ручья Молибденитового в 1944 году репрессированными геологами Г. П. Сафроновым и А. И. Блохиным и было открыто месторождение вольфрам-молибденовых руд. Позже здесь был организован посёлок Харбей и построена горно-обогатительная фабрика, производившая молибденовый концентрат. Учитывая труднодоступность местности, добыча и переработка молибденовой руды, стало одним и крупных производств на Полярном Урале. После смерти И. В. Сталина в 1954-55 гг. месторождение законсервировали, признав его экономически невыгодным. Сейчас посёлок заброшен.

Заброшенный посёлок Харбей
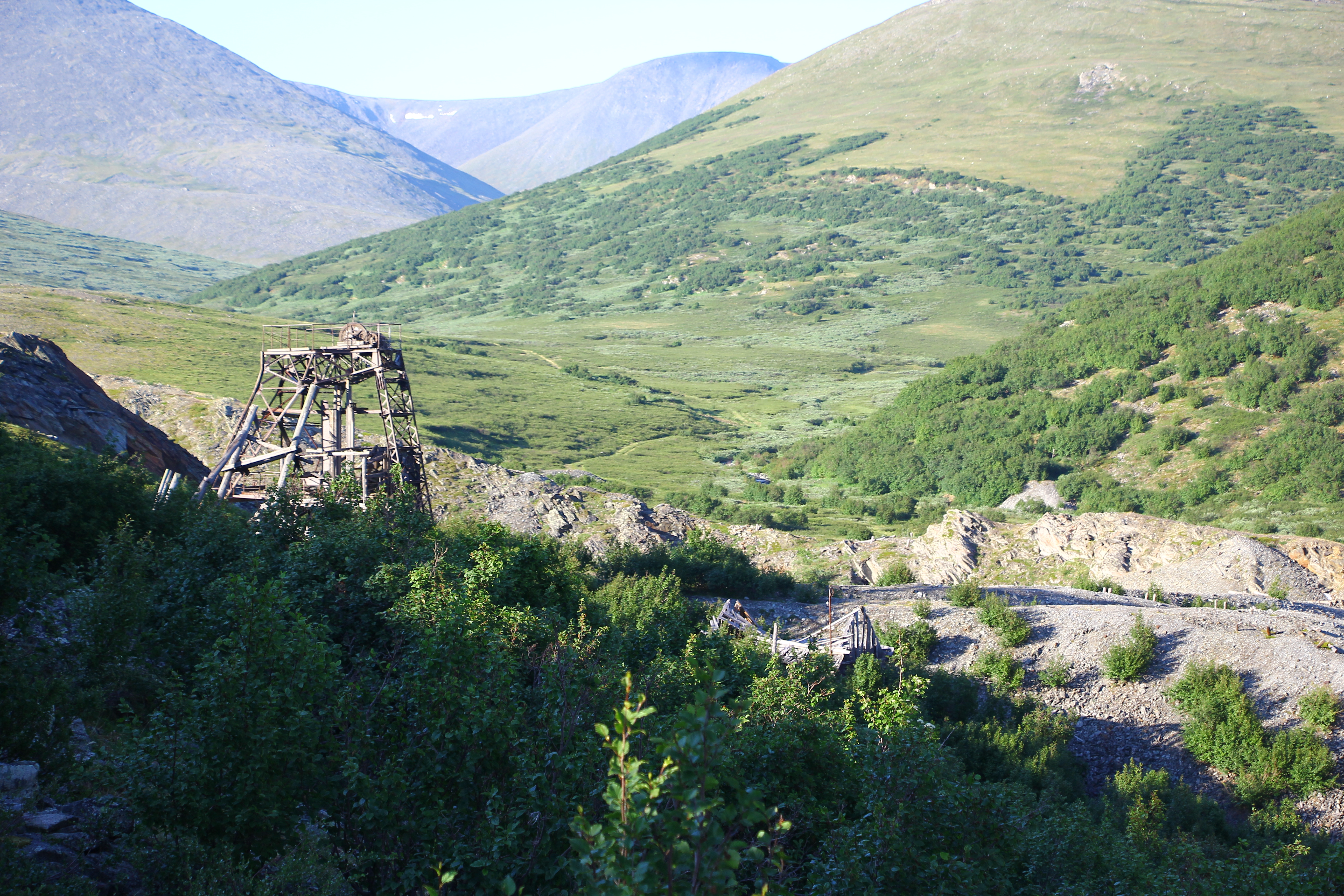
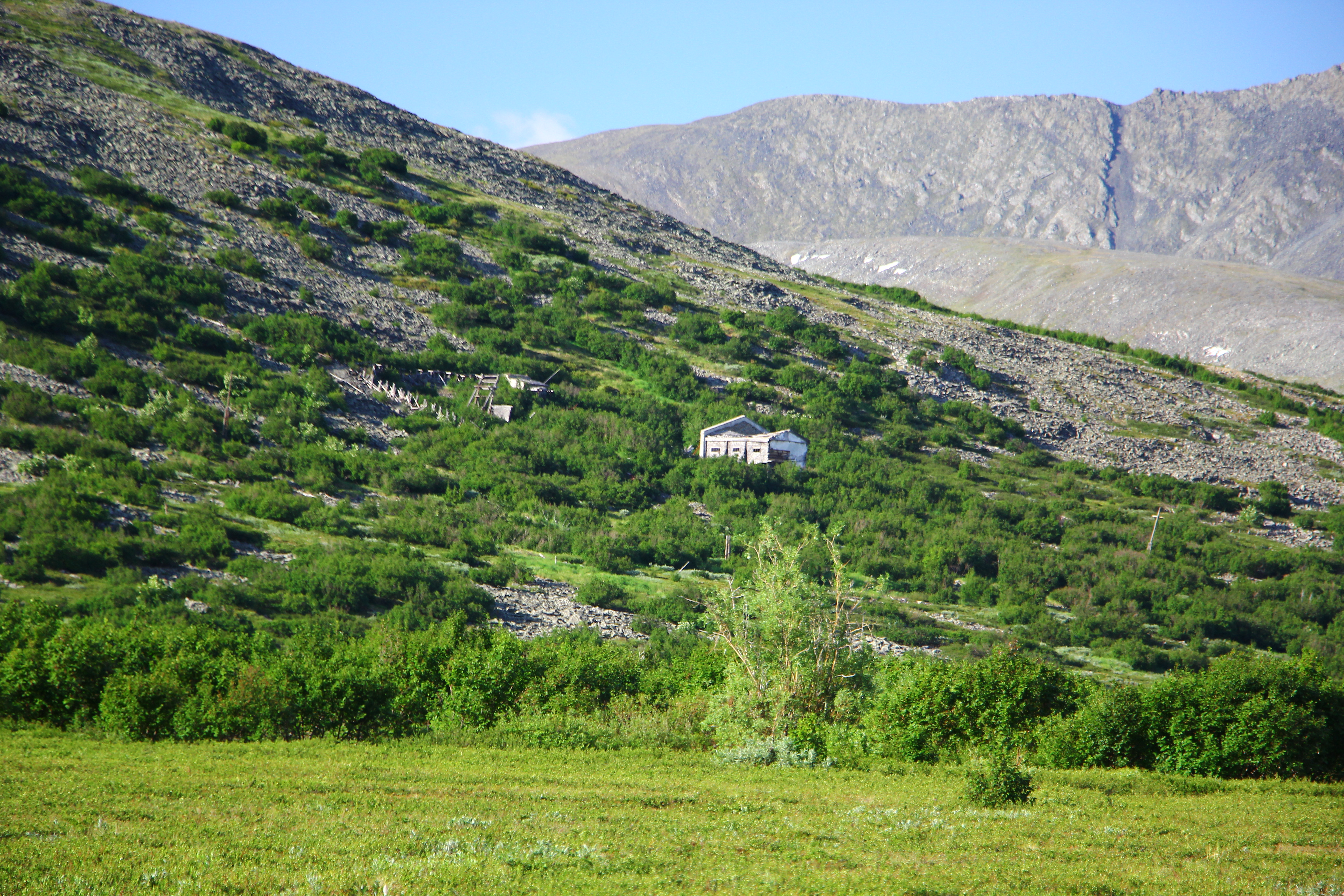
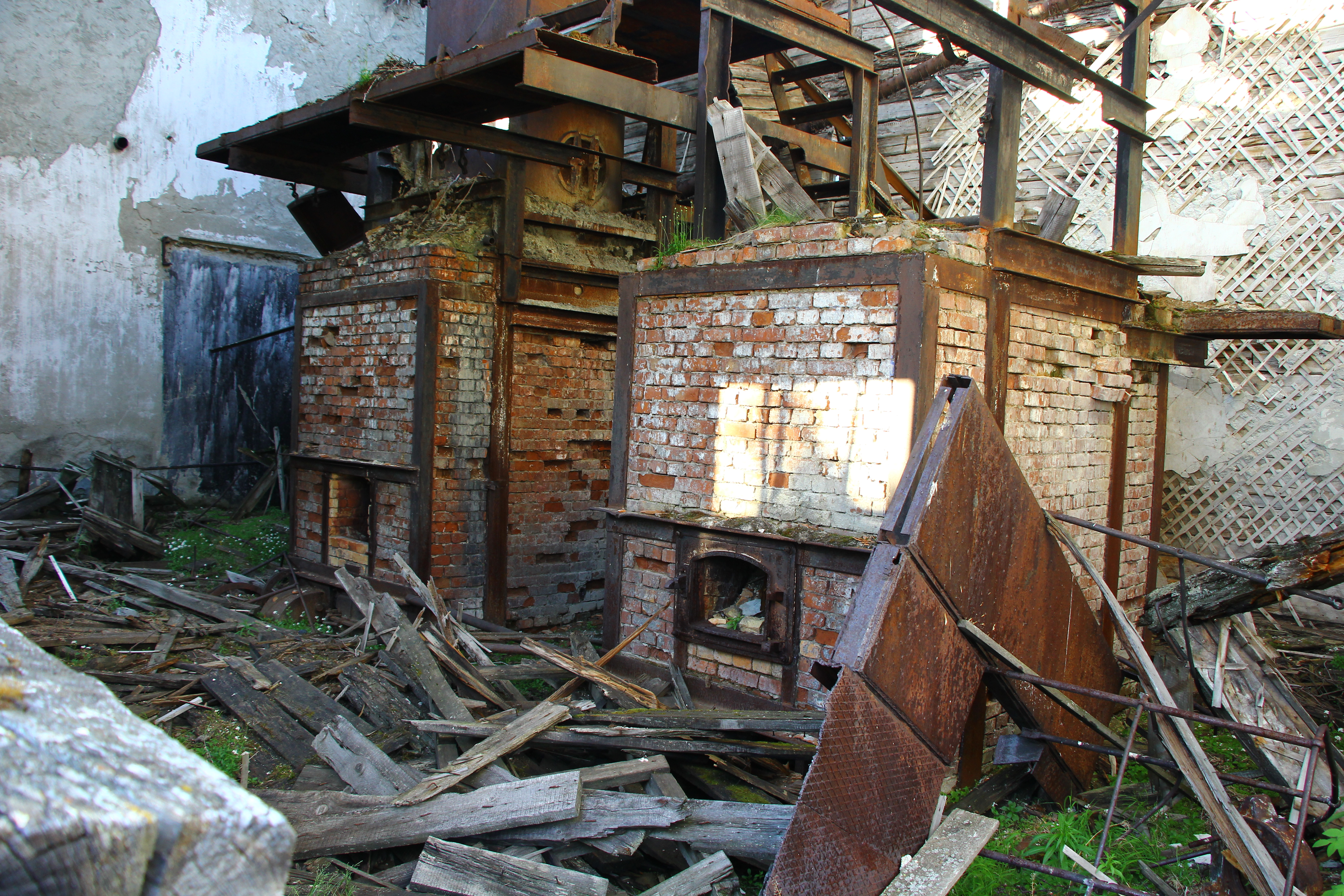
Печь обогатительной фабрики
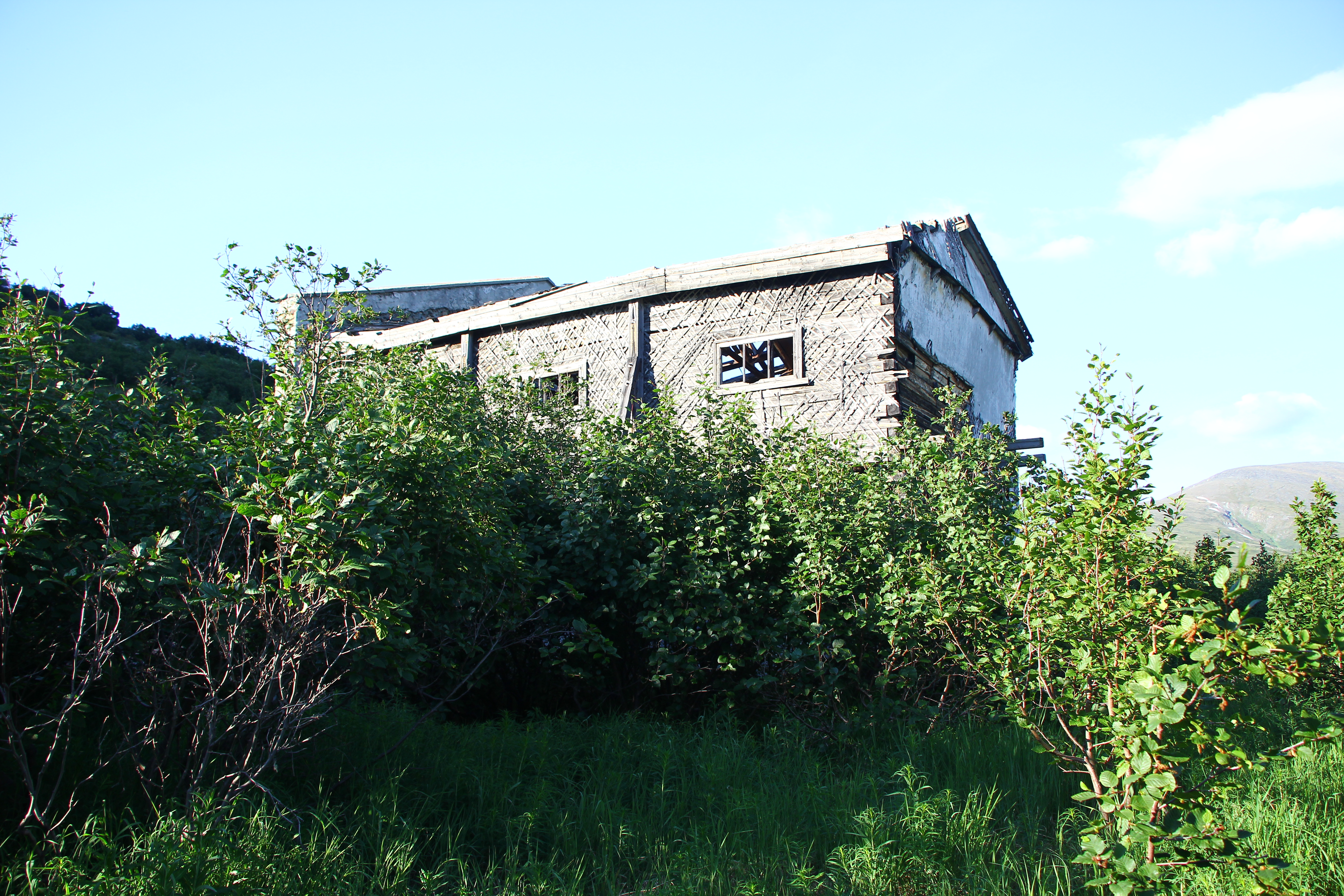
Горно-обогатительная фабрика
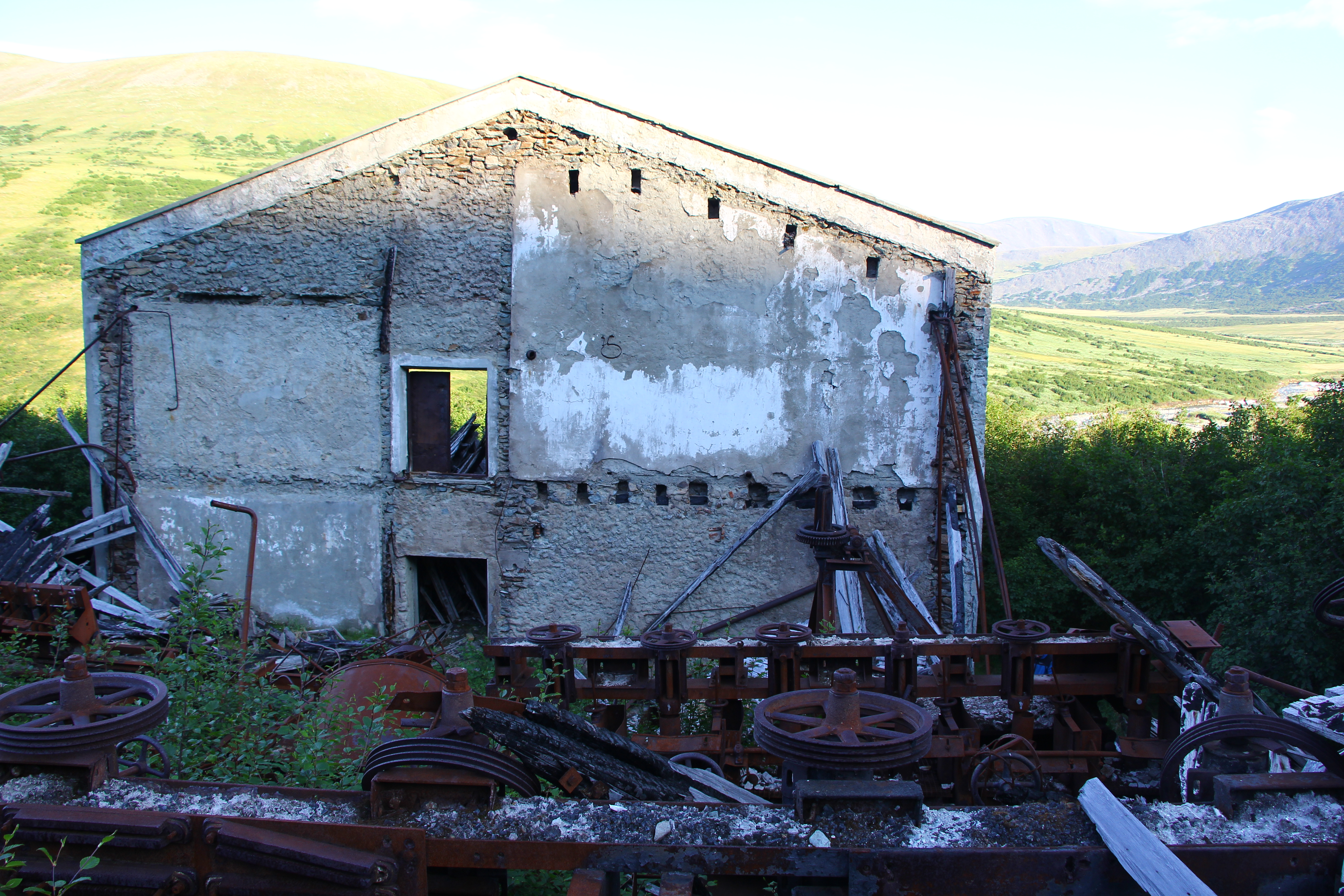
Горно-обогатительная фабрика
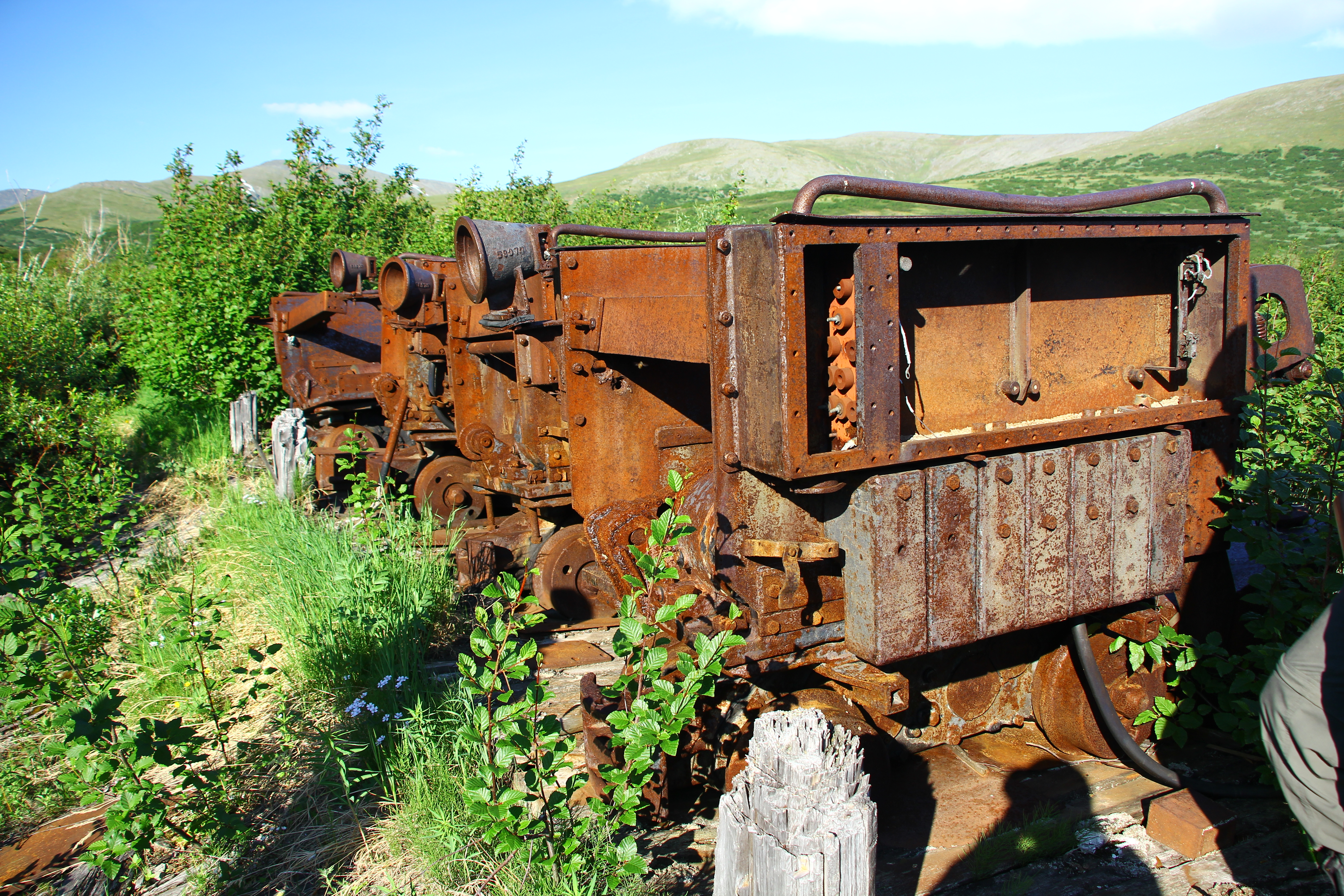
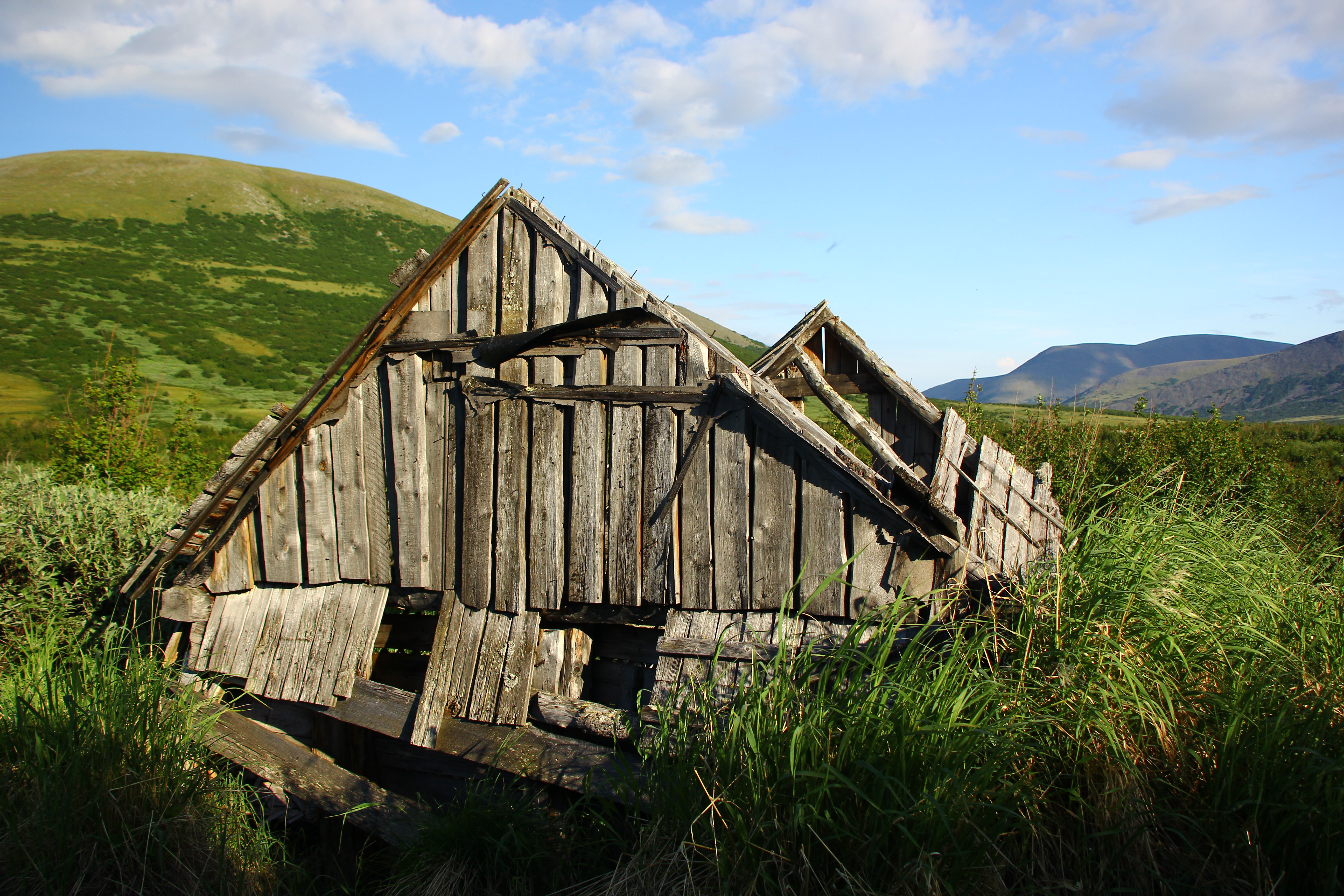

## Данные водного реестра
По данным государственного водного реестра России относится к Нижнеобскому бассейновому округу, водохозяйственный участок реки — Обь от города Салехард и до устья, речной подбассейн реки — бассейны притоков Оби ниже впадения Северной Сосьвы. Речной бассейн реки — (Нижняя) Обь от впадения Иртыша.
Код объекта в государственном водном реестре — 15020300212115300033664.